# William Elkin
William Lewis Elkin (New Orleans, 29 aprile 1855 – New Haven, 30 maggio 1933) è stato un astronomo statunitense.
Nato da Jane e Lewis Elkin, fu l'unico di cinque figli sopravvissuto fino all'età adulta. Dopo la morte del marito nel 1867, Jane viaggiò all'estero per i successivi diciassette anni, portando con sé William. In quegli anni imparò a parlare fluentemente il tedesco e il francese, acquisendo anche una conoscenza di base della lingua italiana e spagnola. Conoscitore di generi musicali di diverse nazioni, mantenne un profondo amore per la musica per il resto della sua vita.
Ammalatosi gravemente nel 1870, probabilmente di dissenteria, e, successivamente, avrebbe sofferto problemi di salute per il resto della sua vita. Dal 1872 studiò ingegneria civile al politecnico di Stoccarda, dove si diplomò nel 1876. In quegli anni però era nato in lui un profondo interesse per l'astronomia, e decise che il suo lavoro sarebbe stato in quel campo. Dopo la laurea, trascorse quattro anni lavorando presso l'Osservatorio di Strasburgo. Nel 1880 gli fu conferito il dottorato di ricerca presso l'Università di Strasburgo, con una tesi sulla parallasse di Alfa Centauri.
Successivamente, alla fine del 1880, Elkin partì per il Sudafrica, dove nel 1881 studiò con David Gill le parallassi stellari.
Nel 1896 Elkin si sposò con Catharine Adams, e nello stesso anno divenne direttore dell'Osservatorio Yale. Dopo quindici anni di osservazioni andò in pensione all'età di 55 anni, a causa anche del suo cattivo stato di salute. Morì nella sua casa di New Haven il 30 maggio 1933, all'età di 78 anni.